# ピラーニャ V
モワク ピラーニャ V（英語: Mowag Piranha V）は、ジェネラル・ダイナミクス・ヨーロピアン・ランドシステムズ（GDELS）が開発した装輪式装甲車のピラーニャの第5世代型。2010年のユーロサトリ2010で試作車が初公開された。

## 概要
ピラーニャ Vは、2006年にピラーニャ IVをベースに開発が開始され、2007年6月にイギリス陸軍の将来型緊急展開システム(英語: Future Rapid Effect System、略称：FRES)の候補にボクサー、VBCIとともに選定された。FRESでは2012年から量産型の納入を開始するスケジュールで、2008年にピラーニャ Vの暫定採用が発表されたが、12月になって現行スケジュールの継続が困難という理由からピラーニャ Vの暫定採用が撤回が発表された。
ピラーニャ Vの試作車は2008年末に完成し、2010年に開催されたユーロサトリ2010でASCOD派生型とともに公開された。

## 設計
ピラーニャ Vの装甲は、STANAG 4569規格でレベル4/4bとなっており、全周が14.5mm AP弾、前面が20mmから23mm AP弾への耐弾性を備え、STANAG 4569規格でレベル5の増加装甲の装着により、全周が25mm AP弾への耐弾性を備えることが可能である。
エンジンには、ドイツの MTU製6V199 TE21ディーゼルエンジン、変速機はZF製オートマチックトランスミッションを搭載し、懸架方式は、車高調節機能を有する新型セミアクティブ・サスペンションで、ステアリング機能は前方第1軸から第3軸まで付けられている。

## 運用国

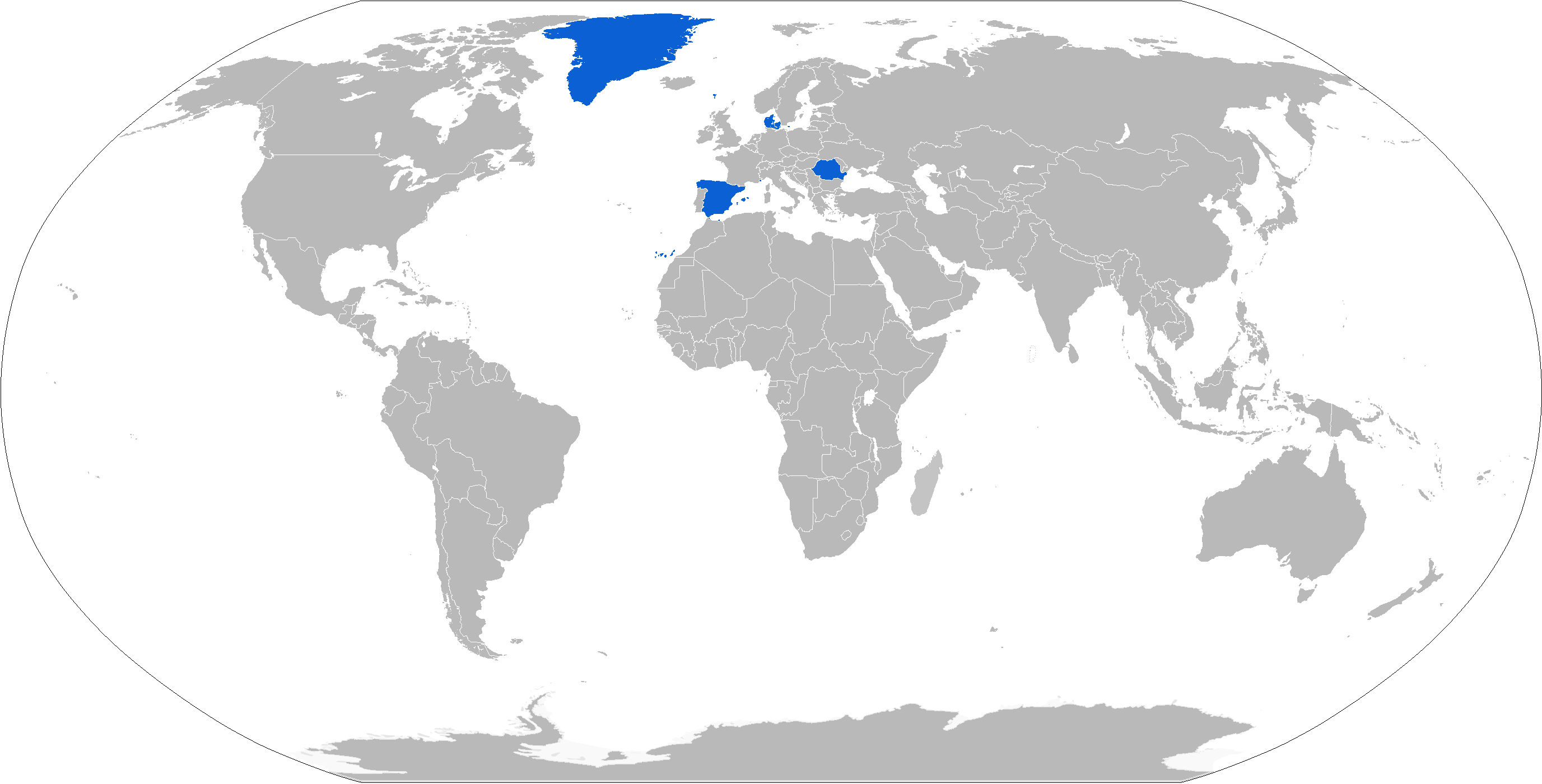
ピラーニャ Vの採用国（青色）

### 採用国
モナコ
ピラーニャ V最初の採用国として、2015年に2両を導入、大公銃騎兵中隊に配備している。
 デンマーク
2015年12月に309両を6億ドルで発注。歩兵戦闘車型、指揮車型、工兵車型、装甲救急車型、装甲回収車型、自走迫撃砲型の6車種となっており、試作車が2017年に引き渡され、量産型が2019年3月からデンマーク国防軍への引き渡しが開始されている。
2023年には、スカイレンジャー30を搭載した自走対空砲の導入をデンマーク国防省が決定し、開発企業にテルマA/Sが選定された。
2024年時点で、デンマーク陸軍が309両の装甲兵員輸送車型と15両の120mm自走迫撃砲型を保有。
 スペイン
スペイン陸軍のVEC装甲偵察車、BMR装甲兵員輸送車、M113装甲兵員輸送車の後継として、2015年9月にフレッチャ、ボクサー、VBCI、パトリアAMV、SEPとの競争の末、ピラーニャ Vが選定されたが、2019年12月に調達計画がキャンセルされて再選定が実施され、2020年8月にピラーニャ Vを選定、ドラゴンの名称で第1バッチ分348両が17億4,000万ユーロで発注された。2027年までに納入予定で、歩兵戦闘車型219両、偵察車型58両、指揮車型14両、砲兵観測車型8両、戦闘工兵車型49両を導入する。
また、第2バッチとして2027年から2035年納入予定の365両、第3バッチとして2035年から納入予定の285両がそれぞれ発注されている。
 ルーマニア
2018年1月に227両を8億6,800万ユーロでGDELSと購入契約を締結、段階的にルーマニア国内で製造されることとなり、最初の30両がスイスのGDELS モワクが製造、続く64両はGDELS監督の下、ルーマニア国内で製造され、最後の133両はルーマニアのウジナ・メカニカ・ブカレストで製造される。ルーマニア軍には2020年10月から量産車の引き渡しが開始されている。
ルーマニア国防省は2023年2月に150両を総額6億7,400万ドルでの追加調達を発表した。